# Cachoeira Acutumã
Cachoeira Acutumã är ett vattenfall i Brasilien.   Det ligger i delstaten Pará, i den norra delen av landet, 2 000 km norr om huvudstaden Brasília. Cachoeira Acutumã ligger 334 meter över havet.
Terrängen runt Cachoeira Acutumã är platt åt nordost, men åt sydväst är den kuperad. Trakten runt Cachoeira Acutumã är nära nog obefolkad, med mindre än två invånare per kvadratkilometer.. Det finns inga samhällen i närheten.
I omgivningarna runt Cachoeira Acutumã växer i huvudsak städsegrön lövskog.